# زمون
زِمون (به صربی: Zemun) روستایی در بلگراد، صربستان است.

## خواهرخوانده
شهرهای بانیا لوکا، اش-سور-آلزت، الرام، بیتولا، هرتسگ نووی، کرانی، شهر کورفو، منطقه تاور هملتس لندن، مودلینگ، افنباخ آم ماین، اهرید، پوتو، استان ریف دمشق، تیلبورخ، ولتری و ورویا خواهرخوانده‌های زمون هستند.